# 白拉姆汗
白拉姆汗（波斯語：بيرام خان，1501年1月18日—1561年1月31日），突厥裔人，在蒙兀兒帝國初期掌管極高權力，他是生於中亞巴達赫尚地區的貴族，自其祖父與父親即於蒙兀兒帝國的巴布爾、胡馬雍二帝麾下效力。白拉姆汗則於胡馬雍及阿克巴在位時，以率領大軍開闢疆土著稱，並於阿克巴成年親政前，擔任攝政王一職。
白拉姆汗出身於土庫曼人的巴哈魯氏族，巴哈魯氏族曾建立黑羊王朝，統治西波斯數十年，爾後該地區相繼由白羊王朝和薩非王朝統治，因此該家族後裔有部份即遷離故土，移居至今日的阿富汗一帶。
白拉姆汗在胡馬雍時代對蒙兀兒帝國貢獻良多，尤以戰功彪炳聞名於當世。經過無數次征戰的他，最具決定性的一場是於1556年的第二次帕尼帕特战役。自1556年起後的四年之中，他擔任甫登基的阿克巴的攝政王。
1560年，由於阿克巴準備親政，白拉姆汗被卸下職務，旋因被賦予前往麥加朝聖的任務而離開蒙兀兒帝國中樞。
然而當他途經古吉拉特邦時，為一名刺客所暗殺。該刺客出身於帕坦部族，其父於5年前、一場由白拉姆汗統帥的戰役中殞命。白拉姆汗於1561年1月31日去世。

## 事蹟
白拉姆汗的貢獻於阿富汗和印度歷史中備受肯定。史家們認為他無論是「執劍或握筆皆運用自如」。他的氣度和忠誠吸引了許多文學家和藝術家前往投靠，對阿克巴的養成教育起了相當程度的影響。
白拉姆汗亡故後，後人自其生前曾主持軍事會議的小會議室中，尋得錄有白拉姆汗以察合臺語、波斯語、亞塞拜然語所著的詩句。其中所遺留的波斯語詩文有618首、亞塞拜然語357首。而其子阿卜杜勒·拉希姆於白拉姆汗的私人圖書室中，亦尋得雙韻詩句2,000首。宗教上，他屬於伊斯蘭教中的什葉派，白拉姆汗有許多波斯詩詞讚揚著阿里和阿里·里达。另外他也遺有許多稱頌胡馬雍和阿克巴的文章。
其子阿卜杜勒·拉希姆將蒙兀兒帝國第一代君主巴布爾的著作《巴布爾回憶錄》自察合臺語翻譯為波斯語。

## 圖集

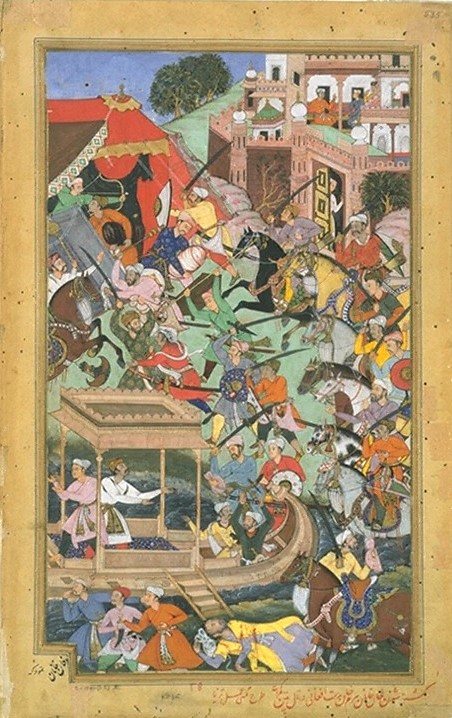
1561年，白拉姆汗被阿富汗人刺客暗殺
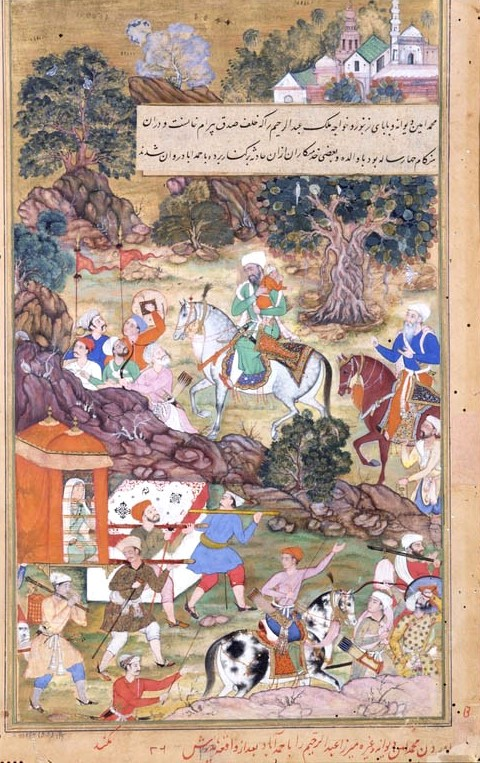
白拉姆汗被暗殺之後，他的遺孀與兒子被護送往亞美達巴德

## 深入閱讀

### 英文
- Singh, Damodar (2003) Khan-i-Khanan Bairam Khan: a political biography Janaki Prakashan, Patna, India, OCLC 54054058
- Shashi, Shyam Singh (1999) Bairam Khan : soldier and administrator (Series Encyclopaedia Indica volume 58) Anmol Publishing, New Delhi, India, OCLC 247186335
- Pandey, Ram Kishore (1998) Life and achievements of Muhammad Bairam Khan Turkoman Prakash Book Depot, Bareilly, India, OCLC 5007653.
- Ray, Sukumar (1992) Bairam Khan Institute of Central and West Asian Studies, University of Karachi, Karachi, Pakistan, OCLC 29564939.

### 印度文
- Agravāla, Sushamā Devī (1994) Bairamakhām̐ aura usake vaṃśaja kā Mugala sāmrājya meṃ yogadāna Rāmānanda Vidyā Bhavana, New Delhi, India, OCLC 34118191, in Hindi. (Contribution of Bairam Khan, 1524?-1561, Mogul nobleman, to the Mogul Empire.)
- Devīprasāda, Munśī (2001) Khānakhānā nāmā Pratibhā Pratishṭhāna, New Delhi, India, ISBN 81-85827-89-3, in Hindi. (On the life and achievements of Bairam Khan, 1524?-1561, ruler in the Mogul Empire and Khan Khanan Abdur Rahim Khan, 1556-1627, Braj poet.)